# Нумадзу (княжество)

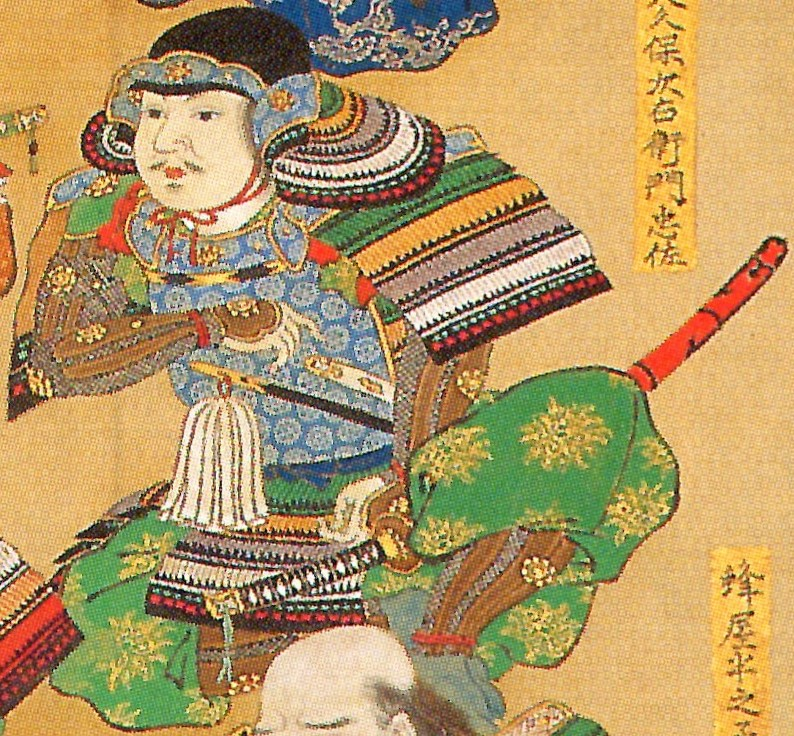
Окубо Тадасукэ

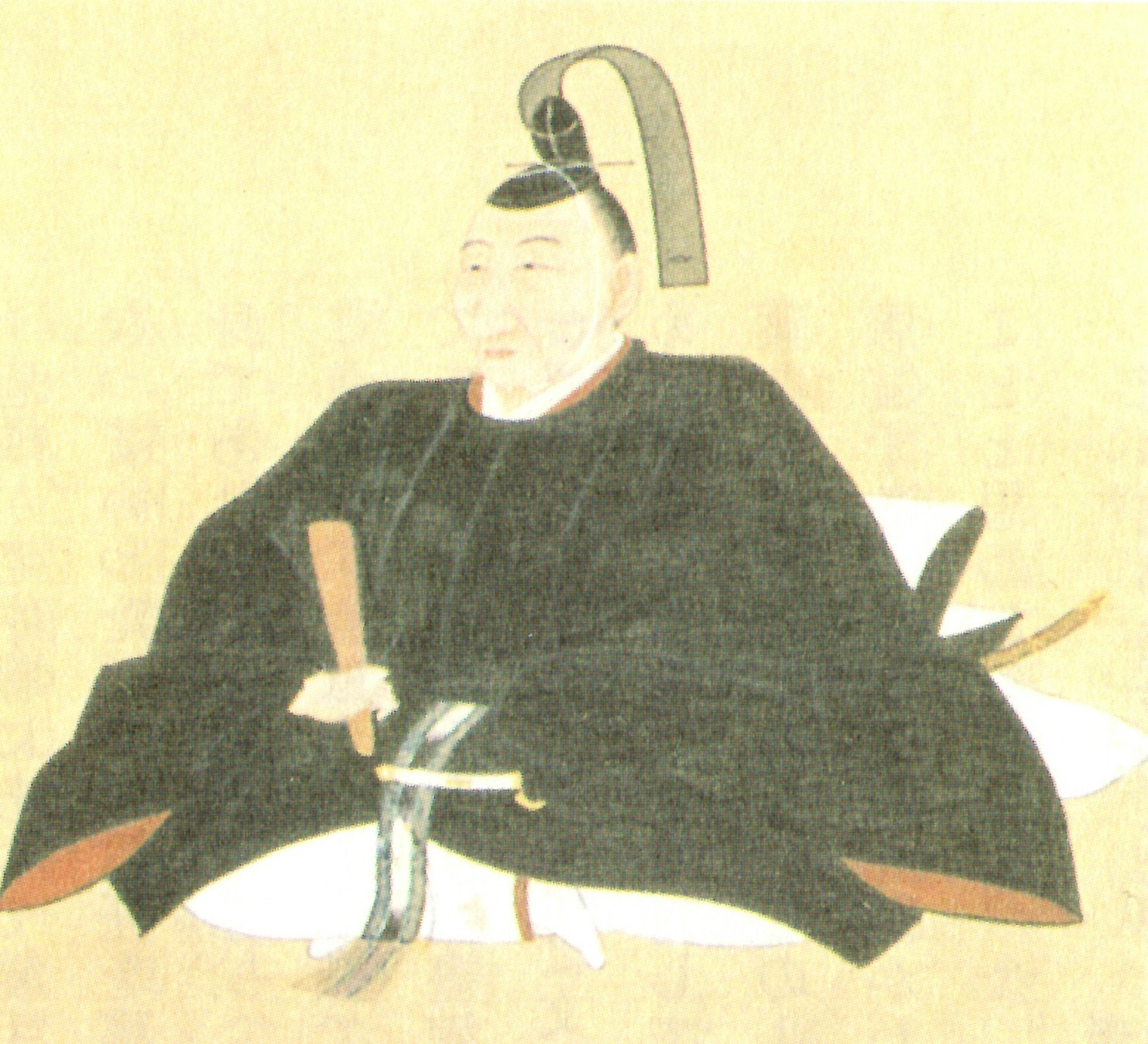
Мидзуно Тадаакира, 2-й даймё Нумадзу-хана

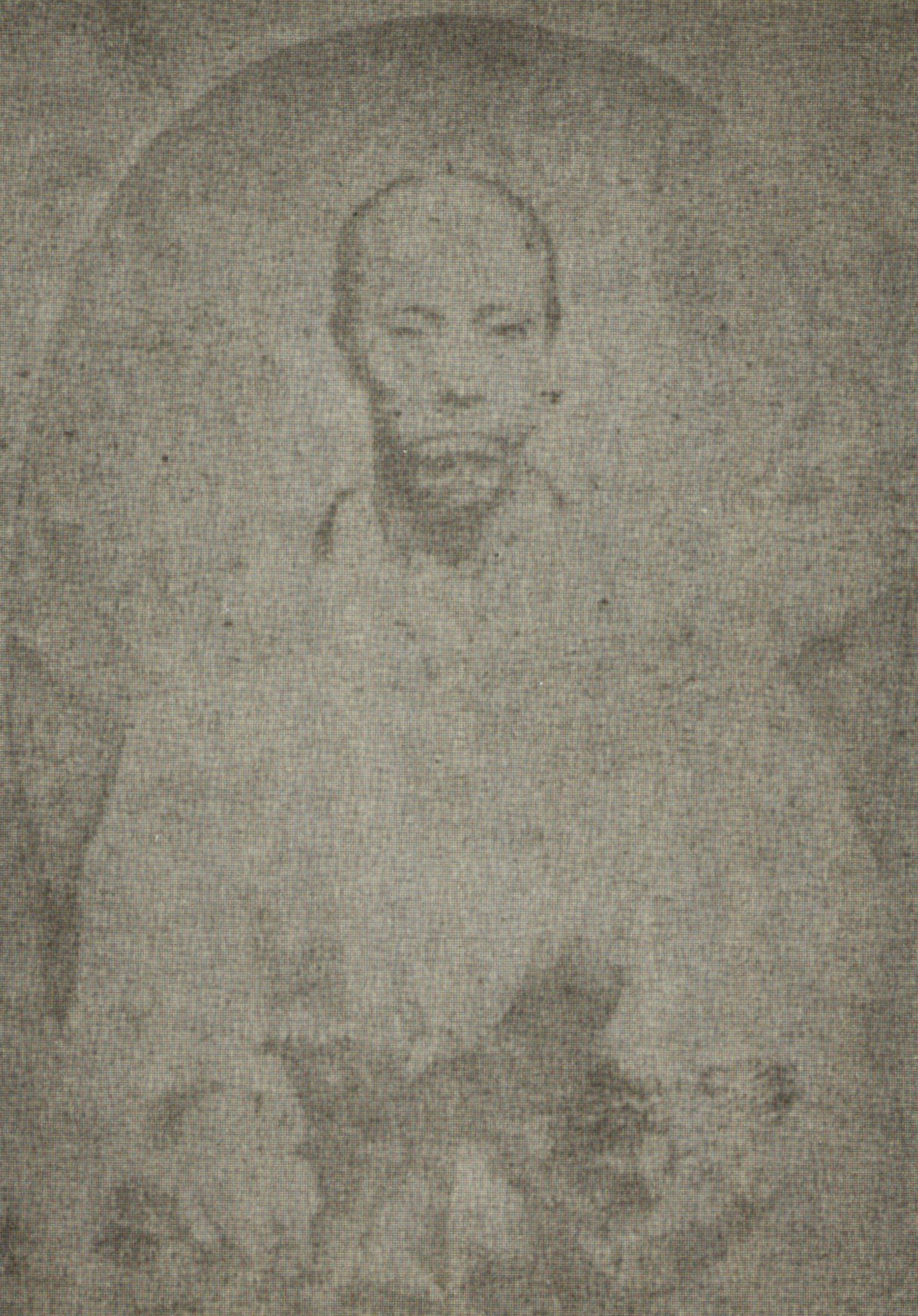
Мидзуно Таданобу, 7-й даймё Нумадзу-хана

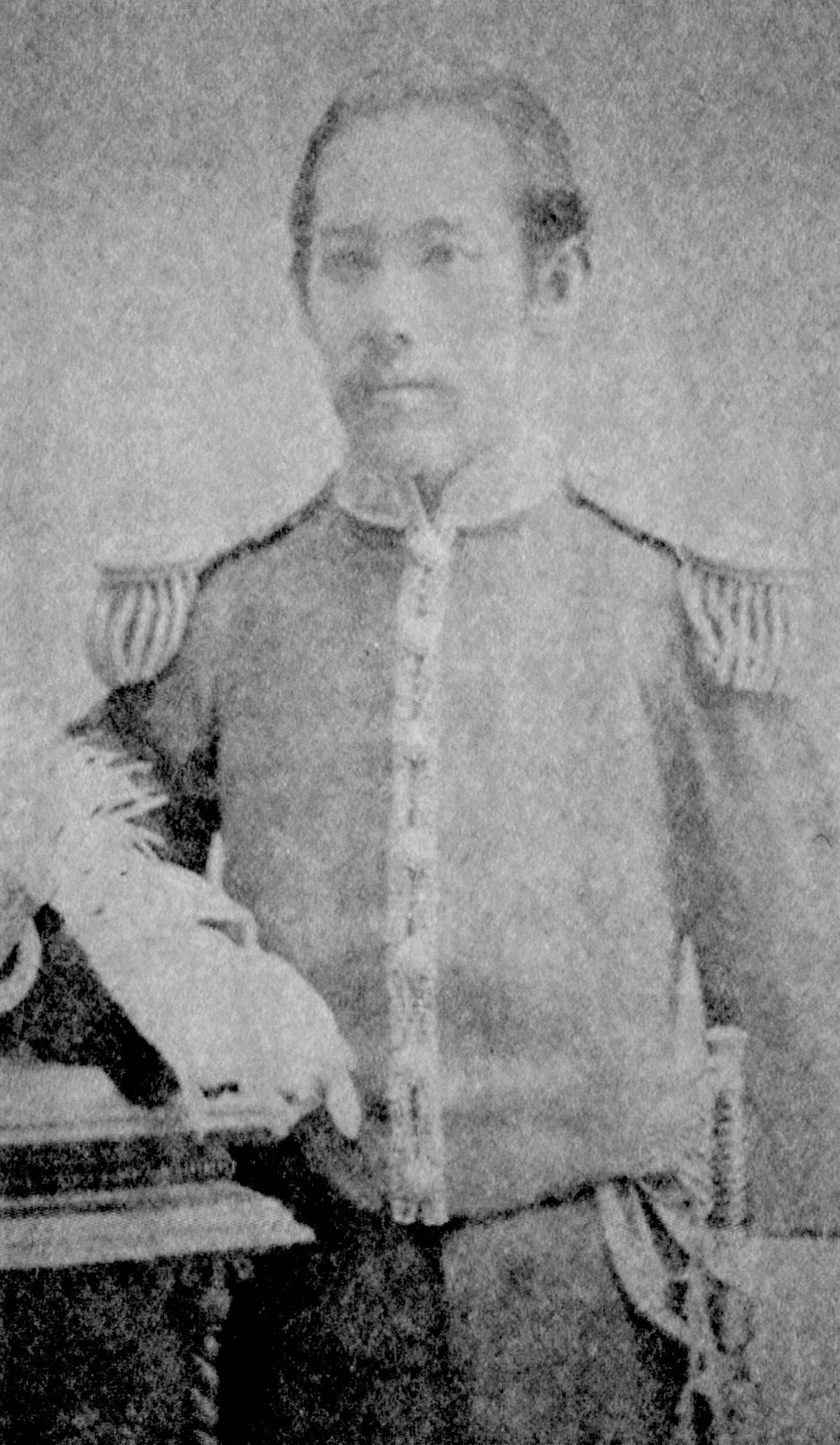
Мидзуно Таданори (1851—1907), последний (8-й) даймё Нумадзу-хана (1866—1868)

Княжество Нумадзу (яп. 沼津藩 Нумадзу-хан) — феодальное княжество (хан) в Японии периода Эдо (1601—1868). Нумадзу-хан располагался в провинции Суруга (современная префектура Сидзуока) на острове Хонсю.

## История
Административный центр хана: Замок Нумадзу в провинции Суруга (современный город Нумадзу, префектура Сидзуока).
В 1601 году хатамото Окубо Тадасукэ (1537—1613), имевший доход в размере 5 000 коку, получил в награду поместье от сёгуна Токугава Иэясу за участие в битве при Сэкигахаре (в сражении он остановил наступление передовых сил Тоётоми Хидэёри под командованием Санады Юкимуры). Окубо Тадасукэ стал правителем домена Нумадзу-хана, к востоку от Сумпу, с доходом в размере 40 000 коку. В 1617 году после смерти Окубо Тадасукэ, не оставившего наследника, Нумадзу-хан перешел под прямое управление сёгуната Токугава.
В апреле 1777 года Нумадзу-хан был возрожден для бывшего вакадосиёри Мидзуно Тадатомо (1731—1802), который был переведен в замок Нумадзу из Охама-хана в провинции Микава (20 000 коку). Он перестроил замок Нумадзу в 1780 году, его доход был увеличен в 1781 году на 5 000 коку, когда он вступил в должность родзю. В 1785 году он получил еще 5 000 коку риса.
Мидзуно Тадаакира, 2-й даймё Нумадзу-хана, также занимал должность родзю и был доверенным лицом тайро Танумы Окицугу, главы правительства сёгуната Токугава. Благодаря поддержки Танумы Окицугу, его доход был дважды увеличен: в 1821 году на 10 000 коку и в 1829 году еще на 10 000 коку.
Мидзуно Тадахиро, 6-й даймё Нумадзу-хана, был близким доверенным лицом тайро Ии Наосукэ. В период Бакумацу Мидзуно Таданори, последний (8-й) даймё Нумадзу-хана, перешел на сторону нового императорского правительства Мэйдзи в Войне Босин. В 1868 году Нумадзу-хан был упразднен в связи с созданием Сидзуока-хана для ушедшего в отставку последнего сёгуна Токугава Ёсинобу. Владения Нумадзу-хана в провинции Суруга были переданы в Сидзуока-хан, а владения в провинции Идзу вошли в состав префектуры Нираяма. В июле 1868 года Мидзуно Таданори был назначен даймё Кикума-хана в провинции Кадзуса с тем же доходом.
В июле 1871 года после административно-политической реформы территория бывшего Нумадзу-хана была включена в состав префектуры Сидзуока.

## Список даймё
| #                                 | Имя и годы жизни                             | Годы правления | Титул                              | Ранг                        | Кокудара           |
| --------------------------------- | -------------------------------------------- | -------------- | ---------------------------------- | --------------------------- | ------------------ |
| Род Окубо, 1601—1613 (фудай)[1]   |                                              |                |                                    |                             |                    |
| 1                                 | Окубо Тадсукэ (1537-1613) (яп. 大久保 忠佐)  | 1601-1613      |                                    |                             | 20,000 коку        |
| Сёгунат Токугава, 1613—1777       |                                              |                |                                    |                             |                    |
| Род Мидзуно, 1777—1868 (фудай)[2] |                                              |                |                                    |                             |                    |
| 1                                 | Мидзуно Тадатомо (1731-1802) (яп. 水野忠友)  | 1777-1802      | Дэва-но-ками (出羽守); Jijū (侍従) | Четвертый нижний (従四位下) | 20,000→30,000 коку |
| 2                                 | Мидзуно Тадаакира (1763-1834) (яп. 水野忠成) | 1802-1834      | Дэва-но-ками (出羽守); Jijū (侍従) | Четвертый нижний (従四位下) | 30,000→50,000 коку |
| 3                                 | Мидзуно Тадаёси (1792-1842) (яп. 水野忠義)   | 1834-1842      | Дэва-но-ками (出羽守)              | Четвертый нижний (従四位下) | 50,000 коку        |
| 4                                 | Мидзуно Тадатакэ (1824-1844) (яп. 水野忠武)  | 1842-1844      | Дэва-но-ками (出羽守)              | Четвертый нижний (従五位下) | 50,000 коку        |
| 5                                 | Мидзуно Тадаёси (1834-1858) (яп. 水野忠良)   | 1844-1858      | Дэва-но-ками (出羽守)              | Четвертый нижний (従五位下) | 50,000 коку        |
| 6                                 | Мидзуно Тадахиро (1807-1874) (яп. 水野忠寛)  | 1858-1862      | Дэва-но-ками (出羽守)              | Четвертый нижний (従四位下) | 50,000 коку        |
| 7                                 | Мидзуно Таданобу (1834-1866) (яп. 水野忠誠)  | 1862-1866      | Дэва-но-ками (出羽守)              | Четвертый нижний (従四位下) | 50,000 коку        |
| 8                                 | Мидзуно Таданори (1851-1907) (яп. 水野忠敬)  | 1866-1868      | Дэва-но-ками (出羽守)              | Третий (従三位)             | 50,000 коку        |